# Colonia Lázaro Cárdenas, Texcoco
Colonia Lázaro Cárdenas är en ort i Mexiko, tillhörande kommunen Texcoco i delstaten Mexiko. Colonia Lázaro Cárdenas ligger i den centrala delen av landet och tillhör Mexico Citys storstadsområde. Orten hade 3 085 invånare vid folkräkningen 2010.